# Ladon
Ladon je v grški mitologiji stoglavi zmaj, ki je stražil zlata jabolka na vrtu Hesperid.